# Planetarium Bochum

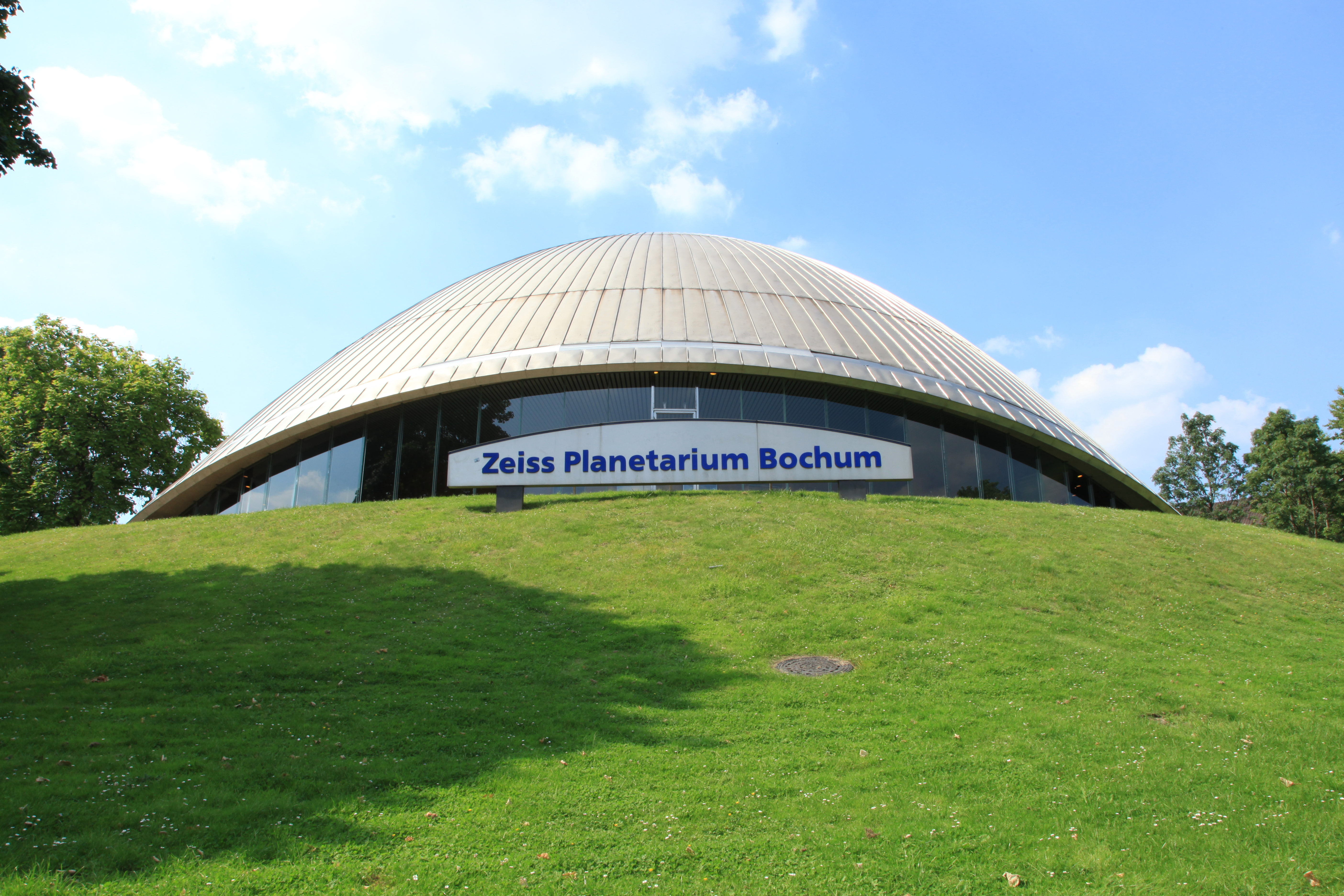
Planetarium Bochum

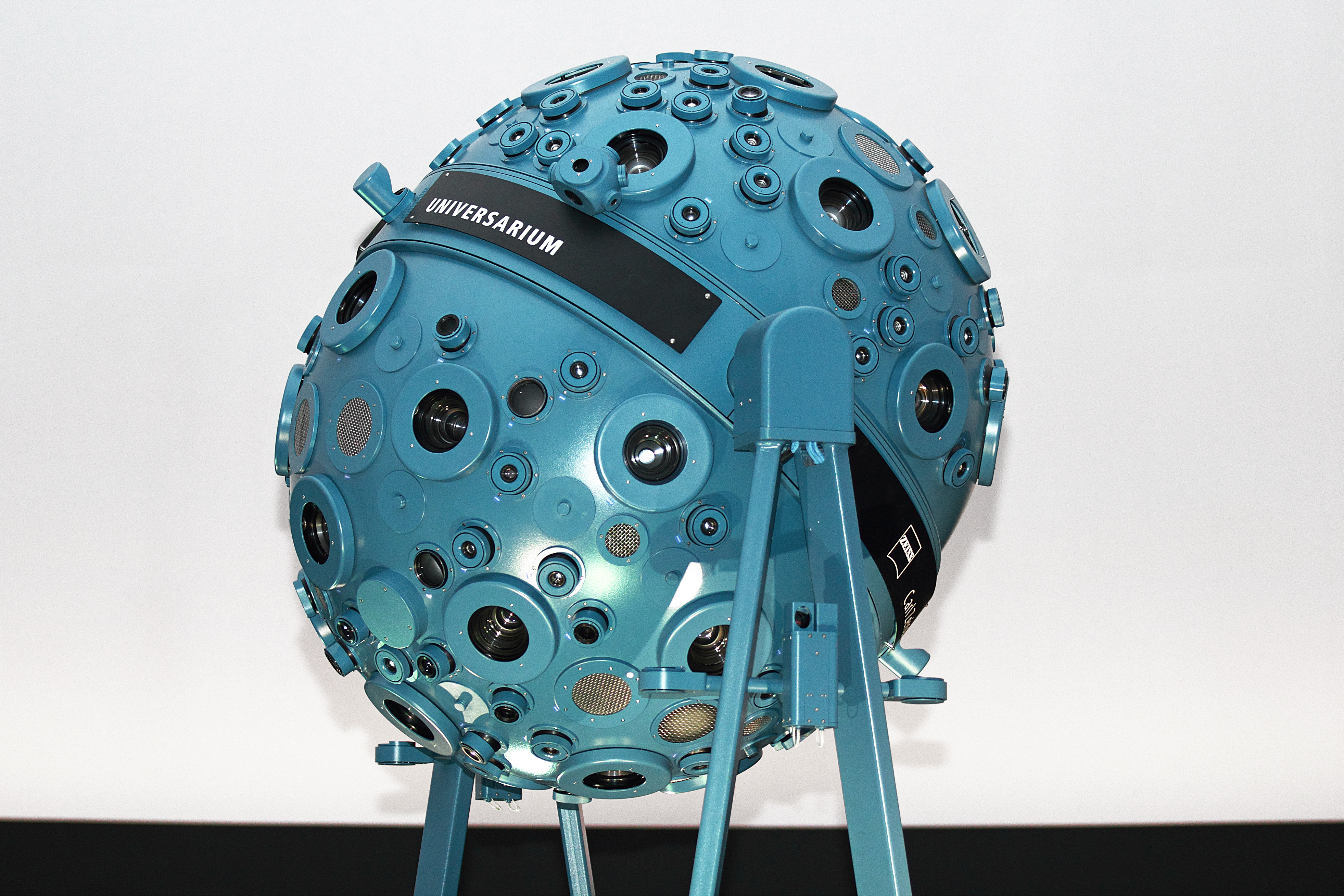
Projektor Universarium IX von Zeiss

Das Planetarium Bochum gehört zu den meistbesuchten Sternentheatern in Europa. Es steht in der Nähe des Ruhrstadions am nordöstlichen Rand der Innenstadt von Bochum im Ruhrgebiet. Das Planetarium wurde im Jahr 1964 als erstes deutsches Großplanetarium der Nachkriegszeit erbaut. Mittlerweile steht es unter Denkmalschutz.

## Veranstaltungen
Das runde Gebäude beherbergt einen großen Vorführungssaal, bei dem die Reihe nach hinten klappbarer Stühle um einen Hauptprojektor angeordnet sind. Die Decke ist die Projektionsfläche. Eine Art Galerie umrundet den Saal. In einem Nebengebäude befinden sich weitere Einrichtungen für den Betrieb des Planetariums.
Jedes Jahr finden im Planetarium über 2400 wissenschaftliche und künstlerische Veranstaltungen statt. Dazu gehören Vorträge, Präsentationen zu astronomischen und anderen Themen sowie Kindervorführungen. Im Jahr 2019 wurde das Bochumer Planetarium von etwa 304.000 Menschen besucht.

## Geschichte

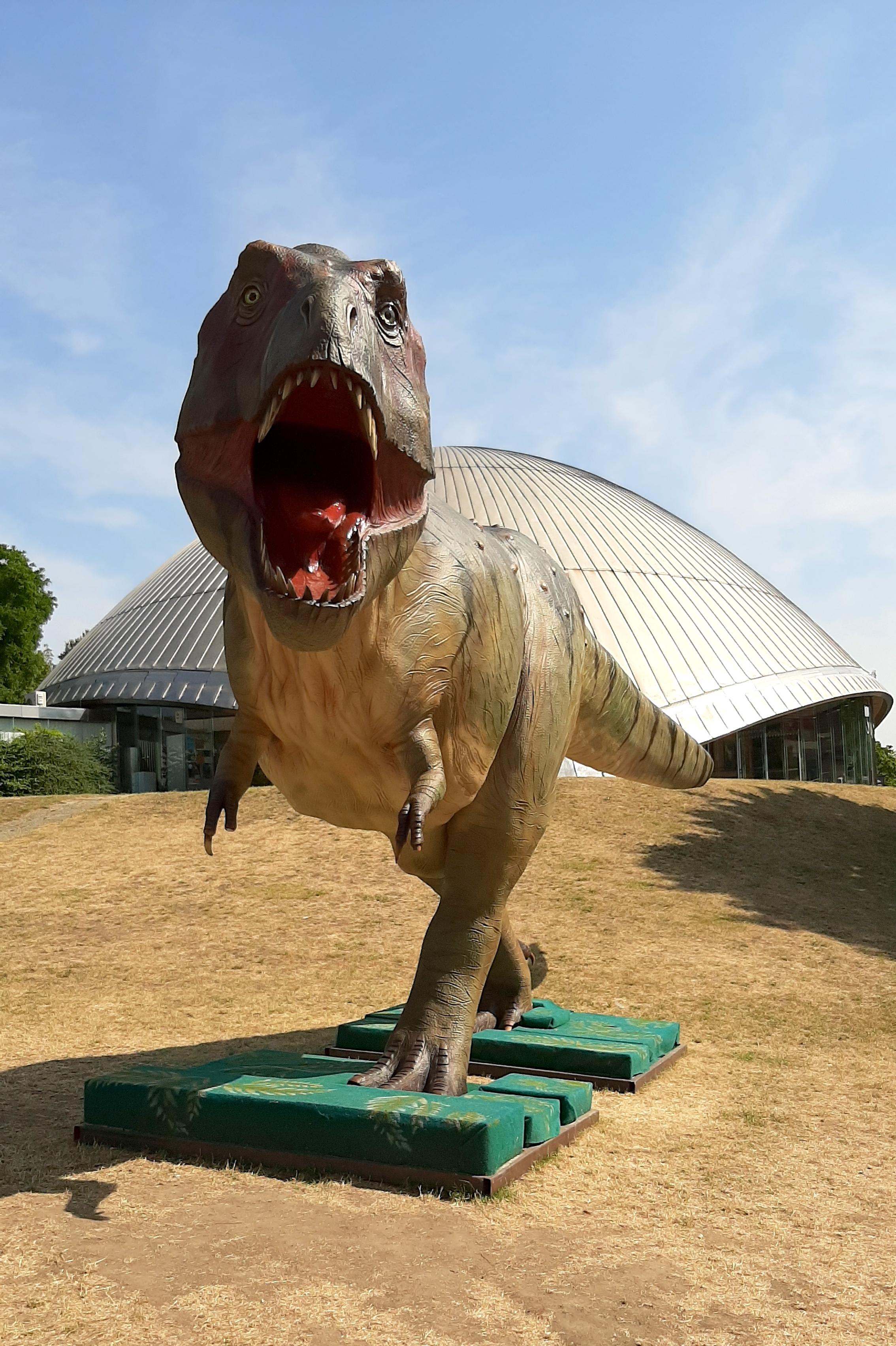
Statue eines Tyrannosaurus rex vor dem Planetarium

Die Initiative zum Bau eines Planetariums in Bochum geht auf den Gründer der Sternwarte Bochum Heinz Kaminski zurück. Zu den Erfolgen des Chemieingenieurs Kaminski als Sternwartenleiter sowie Weltraum- und Umweltforscher gehören etwa der Empfang der Signale des ersten Satelliten Sputnik außerhalb der Sowjetunion zu einem sehr frühen Zeitpunkt sowie frühe Beiträge in der satellitengestützten Klimaforschung. Er fungierte häufig als Experte für Satelliten- und Weltraumforschung in den Medien.
Planungen zur Errichtung eines Großplanetariums in Bochum wurden auf Betreiben des auch in der Lokalpolitik aktiven Kaminskis Anfang der 1960er Jahre konkretisiert. Das nach einem Entwurf des städtischen Baurats Karl Heinz Schwarz errichtete Planetariumsgebäude wurde 1964 eröffnet. Kaminski fungierte bis zu seiner Pensionierung im Jahre 1986 als Planetariumsleiter.
Seine Nachfolge wurde von Astrophysiker Johannes Feitzinger übernommen, der das Bochumer Planetarium bis 2004 leitete. 1995 wurde der „Freundeskreis Planetarium e. V.“ zur ideellen und materiellen Unterstützung des Planetariums von Feitzinger gegründet. Im Jahr 2001 wurde der Sternenprojektor Universarium IV gegen das technisch wesentlich fortschrittlichere Modell Universarium Starball IX ausgetauscht.
Seit 2004 leitet die Astrophysikerin Susanne Hüttemeister das Planetarium. Im Jahr 2010 wurden maßgebliche technische Erneuerungen vorgenommen und eine digitale Ganzkuppelprojektionsanlage installiert. In der jüngeren Geschichte des Hauses wurde das Programmangebot erheblich erweitert. Seit 2004 hat sich die jährliche Besucherzahl des Planetariums mehr als verdoppelt.

## Technische Ausstattung

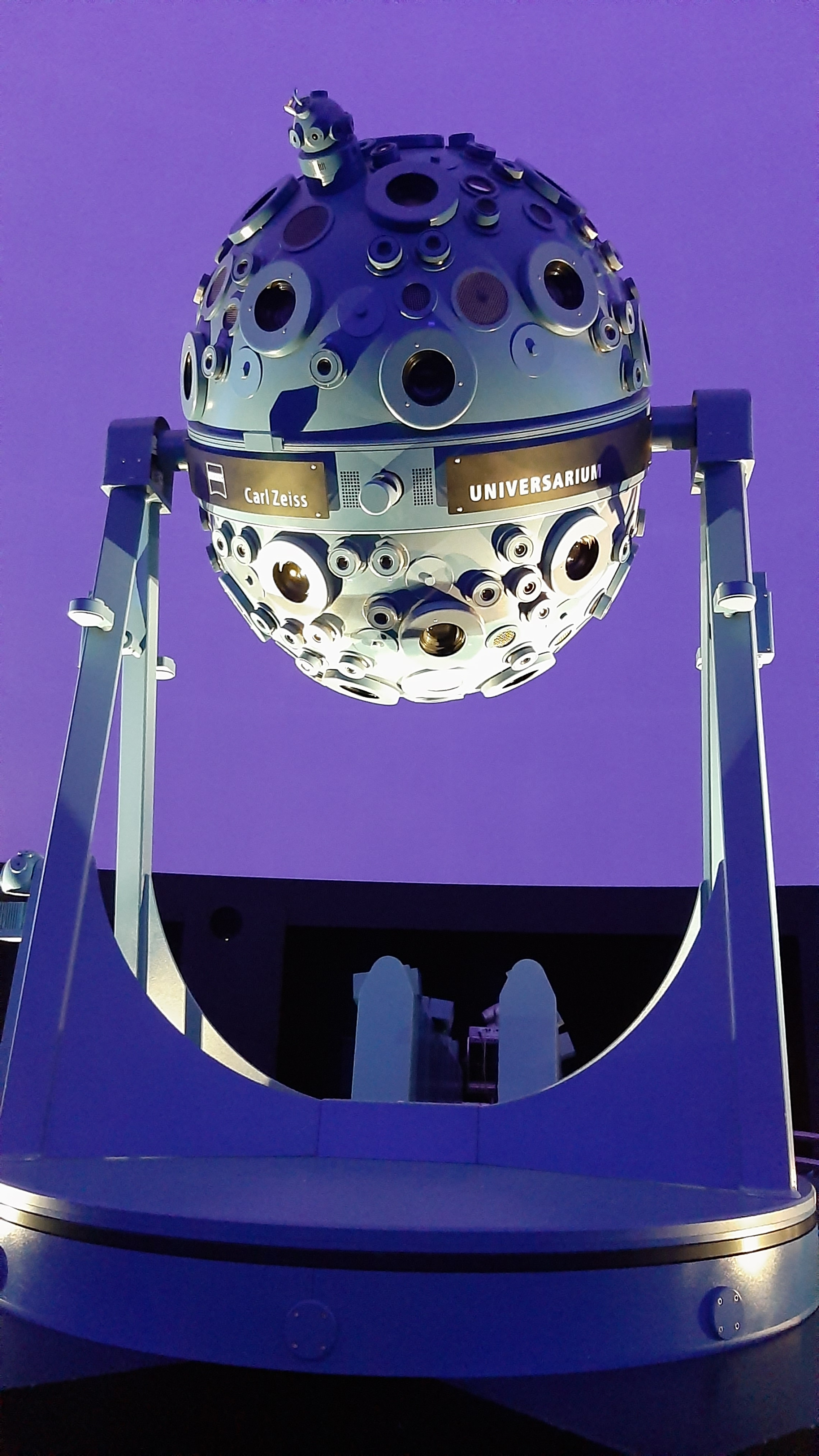
Hauptprojektor in der Mitte des Saales

Das Bochumer Planetarium verfügt über eine umfangreiche technische Ausstattung zur audiovisuellen Bespielung
der mit 251 Sitzplätzen ausgestatteten Kuppel mit 20 Metern Durchmesser.
Der zentrale Sternprojektor Universarium IX wurde zuletzt 2018 technisch runderneuert und dessen zentrale Beleuchtungseinheit durch lichtstarke LED ersetzt. Mittels des Projektors wird der Sternenhimmel so naturgetreu abgebildet, dass das Bochumer Planetarium auch von der Europäischen Weltraumorganisation (ESA)
im Rahmen des Astronautentrainings eingesetzt wurde.
Die digitale Ganzkuppelprojektion (sog. Fulldome) wird mittels elf Zeiss-Velvet-LED-Projektoren realisiert. Diese Projektoren zeichnen sich durch einen besonders hohen Kontrastraum aus, wodurch ein Zusammenspiel des analogen Sternprojektors und der digitalen Projektion ohne Beeinträchtigung der Sternprojektion ermöglicht wird.
2017 wurde das Planetarium um ein Raumklang-System des Typs „Spatial Sound Wave“ des Fraunhofer-Instituts für Digitale Medientechnologie (IDMT) erweitert. Neben dem Einsatz in einem Teil der regulären Planetariumshows wird das System unter anderem auch zur Aufführung von aufwändig für dieses System produzierten Hörspielen genutzt.
Um den Projektionssaal herum befindet sich ein umlaufender Gang, in dem Dauer- und Wechselausstellungen
untergebracht werden.

## Programmatik
Das in der Anfangszeit vorwiegend auf den Sternenhimmel ausgerichtete Programmangebot des Planetariums hat im Laufe der Zeit zunächst eine Auffächerung hinsichtlich der im Planetarium behandelten wissenschaftlichen Themenfelder erfahren. Themen aus Astrophysik, Geowissenschaften und Biologie ergänzten das Programm. Veranstaltungen, die nicht vorwiegend der naturwissenschaftlichen Bildung dienten, wurden vergleichsweise selten durchgeführt.
Heute zeigt das Planetarium ein vielfältiges wissenschaftlich bildendes Programm, das nach wie vor das Universum, aber auch die Erde und die Umweltbildung in den Mittelpunkt stellt. Parallel dazu wird ein ebenso breitgefächertes kulturelles Programm angeboten, das neben Musikshows und Hörspielen auch regelmäßig Liveaufführungen wie Konzerte, Lesungen und Performances umfasst. Dies entspricht einer modernen Interpretation des Planetariums als Begegnungsort von Wissenschaft und Kunst.
Das Planetarium Bochum ist Koordinationsstelle im Bochumer MINT-Bildungscluster, einem Verbund, dessen Ziel es ist, (außer-)schulische Lernorte entlang der gesamten Bildungskette mit Partnern aus Hochschulen und Industrie zusammenzuführen. Ebenfalls ist das Planetarium Bochum Teil des ESERO Deutschland Konsortiums, einem von der Europäischen Weltraumbehörde (ESA) organisiertem Verbund aus mehreren Partnern wie dem Deutschen Zentrum für Luft- und Raumfahrt (DLR), der Ruhr-Universität Bochum, der Universität Bonn u. a. in dem über geeignete Outreach-Maßnahmen junge Menschen für MINT-Studien und Karrieren gewonnen werden sollen.
Das Planetarium ist als „Hotspot immersiver Livekultur“ Teil der strategischen Entwicklung der Stadt Bochum. In diesem Rahmen wird das Planetarium als immersiver Medienraum zur Durchführung von vorwiegend kulturellen Veranstaltungen unter den Gesichtspunkten künstlerischer medialer Immersion und gemeinschaftlich erlebbarer virtueller Realität genutzt.
Zahlreiche namhafte Wissenschaftler und Künstler haben im Bochumer Planetarium vorgetragen beziehungsweise sind dort aufgetreten. Hierzu zählen: Jesco von Puttkamer, Harald Lesch, Samantha Cristoforetti, Frank Schätzing, ATB, Tangerine Dream und Dr. Motte.